# Centralafrikanska federationen

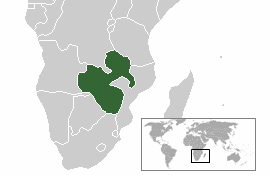
Karta över Centralafrikanska federationen

Centralafrikanska federationen (eng. Central African Federation eller Federation of Rhodesia and Nyasaland) existerade under perioden 1 augusti 1953 – 31 december 1963 och bestod av de brittiska besittningarna Nyasaland (nuvarande Malawi), Nordrhodesia (nuvarande Zambia) och Sydrhodesia (nuvarande Zimbabwe).
Från att ha varit brittiska kolonier och således helt styrda av britterna fick federationen när den bildades ett visst inre självstyre. 1963, året innan Malawi och Zambia blev självständiga, upplöstes federationen.

### Fotnoter
1. ↑  ”Federation of Rhodesia and Nyasaland” (på engelska). World Statesmen. http://www.worldstatesmen.org/Zimbabwe.html#Rhodesia-Nyasaland. Läst 12 maj 2016.